# Kloster Thyrnau

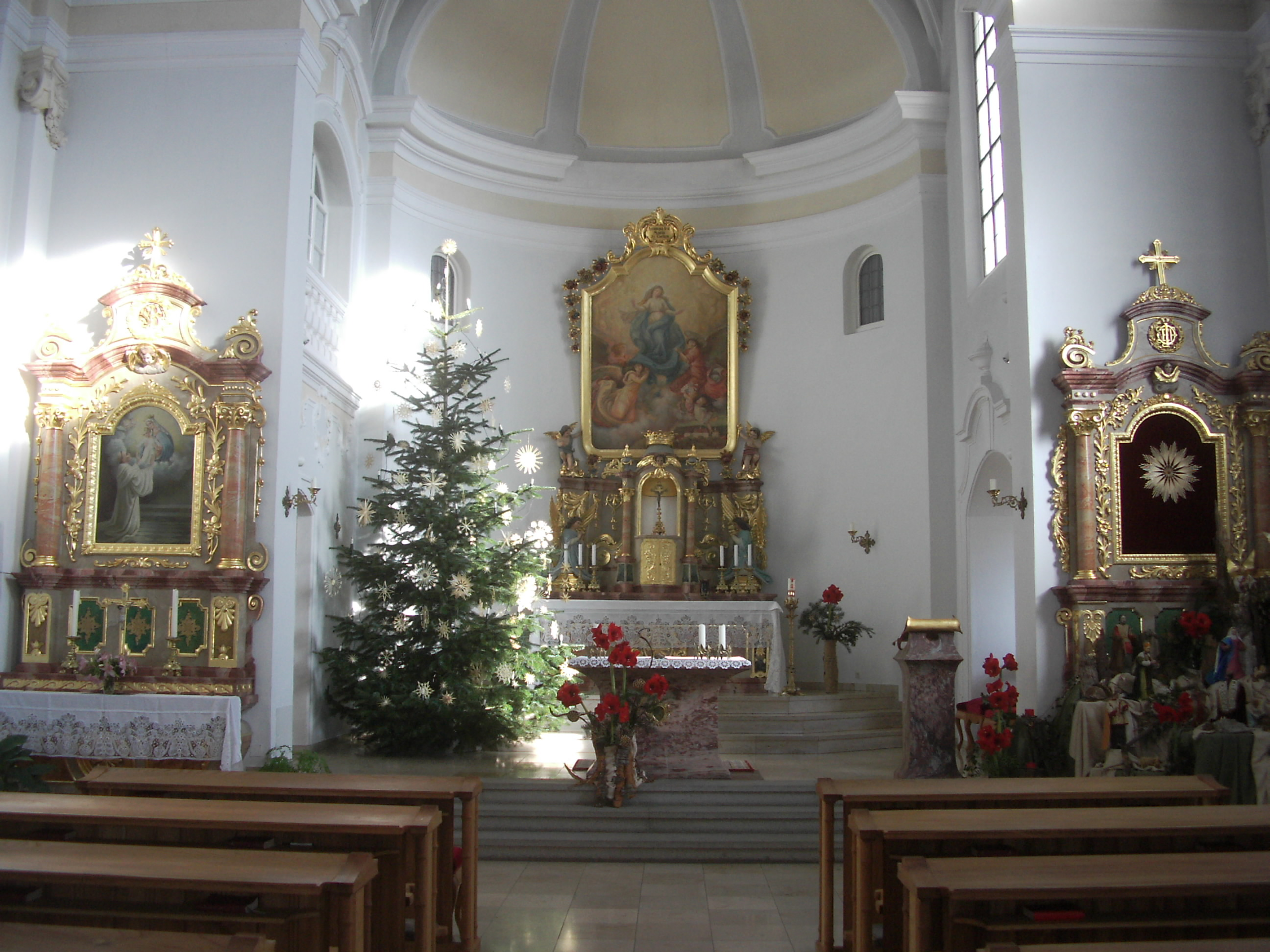
Altarraum der Klosterkirche in der Weihnachtszeit

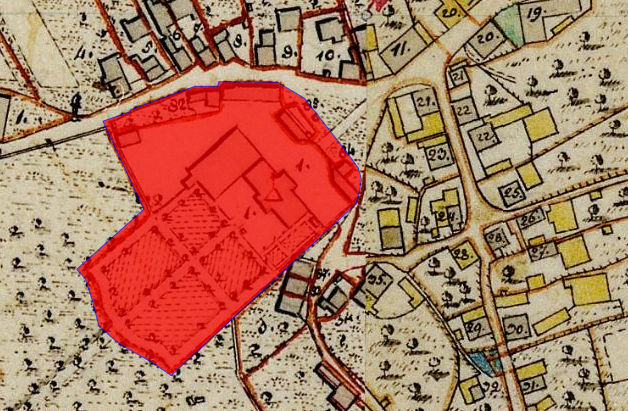
Lageplan von Schloss Thyrnau auf dem Urkataster von Bayern

Das Kloster Thyrnau (lat. Abbatia B. M. V. et Sancti Iosephi) ist eine Abtei der Zisterzienserinnen in Thyrnau in Bayern in der Diözese Passau. Das ehemalige Jagdschloss ist unter der Aktennummer D-2-75-150-1 als Baudenkmal verzeichnet. „Untertägige mittelalterliche und frühneuzeitliche Befunde und Funde im Bereich des ehem. Hofmark- und späteren fürstbischöflichen Sommerschlosses Thyrnau, mit seinen mittelalterlichen Vorgängerbauten und der barocken Gartenanlage“ werden zudem als Bodendenkmal unter der Aktennummer D-2-7347-0036 geführt.
In Thyrnau hatten schon im Mittelalter Passauer Ministerialien ihren Sitz. Fürstbischof Johann Philipp von Lamberg erwarb das Gebäude 1692 für 46.000 Gulden vom Freiherrn Schätzl zu Watzmannsdorf und Hörmannsberg. Lambergs Nachfolger ließ das Gebäude 1714 abreißen und durch Baumeister Domenico d’Angeli ein neues Schloss errichten. 1763 erhielt es unter Fürstbischof Leopold Ernst von Firmian weitere Anbauten, insbesondere wurde ein zusätzliches Dachgeschoss eingebaut sowie der Uhrengiebel und ein Türmchen aufgesetzt. Daneben ließ der Fürstbischof einen 85 Tagewerke großen Hirschgarten anlegen. Nach der Säkularisation in Bayern fiel das Schloss an den bayerischen Staat, der es 1822 an Johann Lorenz Freiherr von Schaezler verkaufte.
1902 wurde das ehemalige Jagdschloss durch Zisterzienserinnen aus dem Kapuzinerkloster Vézelise (Frankreich) erworben und besiedelt. Die Schwestern stammen aus der 1245 gegründeten und 1848 aufgelösten Zisterzienserinnenabtei Rathausen bei Luzern.
In den Jahren 1910 bis 1914 wurde das Kloster um eine Kirche, Wohnräume der Schwestern sowie Gästezimmer erweitert. Seit dem 20. Mai 1925 hat es den Rang einer Abtei. Heute beherbergt das Kloster u. a. eine vielerorts bekannte Paramentenwerkstatt.
Die Äbtissin trägt nach wie vor den Titel einer Äbtissin von Rathausen und in Personalunion den der Priorin von Thyrnau.
Äbtissin ist derzeit (Stand 2/2022) Mechthild Elisabeth Bernart
1929 konnte der Konvent das Tochterkloster Apolo in Bolivien gründen.
Ein zeitweise existierendes Kloster der Kapuziner in Thyrnau wurde 1689 gegründet und 1802 im Zuge der Säkularisation aufgelöst.

## Äbtissinnen
- Salome Suter (1529–?)
- (41.) Benedikta Muff (1844–?)
- (43.) Juliana Füglister (1890–1919), erste Priorin von Thyrnau
- (44.) Juliana Meier (1919–1949)
- (45.) Ludwigis Baumgartner (1949–1970)
- (46.) Mechtildis Wieth (1970–1982)
- (47.) Caritas Baumgartner (1982–2002)
- (48.) Mechthild Bernart (seit 2002)